# Willy Buschhoff
Wilhelm „Willy“ Buschhoff, auch Wilhelm Buschoff (* 23. Februar 1888 in Worms, Deutsches Kaiserreich; † nach dem 8. November 1943 im KZ Auschwitz) war ein deutscher Theaterschauspieler.

## Leben
Buschhoff erhielt im Alter von 19 Jahren in München von Franz Jacobi Schauspielunterricht und ließ sich an der Reicherschen Hochschule für dramatische Kunst (Berlin) von Emanuel Reicher fortbilden. 1908 trat Buschhoff sein erstes Engagement am Meininger Hoftheater an. In jungen Jahren wurde er im Rollenfach Jugendlicher Held besetzt. Nachfolgende Bühnenstationen Buschhoffs waren Eisenach, Lodz und Tilsit. 1912 kam Willy Buschhoff ans Düsseldorfer Schauspielhaus. Dort konnte er sich, unterbrochen nur vom Kriegsdienst 1915/16, als Charakterschauspieler durchsetzen. Von 1919 bis 1924 trat Buschhoff an Bühnen in Breslau, Wiesbaden und Aachen auf. 1925 zog sich Willy Buschhoff von der aktiven Schauspielerei weitgehend zurück und konzentrierte sich auf die Tätigkeit eines Schauspiellehrers. Er gab Unterricht in Sprechtechnik und bildete Stimmen aus.
Infolge der „Machtergreifung“ durch die Nationalsozialisten konnte der Jude Wilhelm Buschhoff ab 1933 nur noch im Jüdischen Kulturbund Beschäftigung finden. Dort trat er vor allem als Rezitator auf. Im Rahmen der letzten großangelegten Judendeportationen in Berlin im Herbst 1943 wurde Willy Buschhoff am 8. November 1943 nach Auschwitz deportiert, wo er vermutlich wenig später unter ungeklärten Umständen ermordet wurde.

## Weblink
- Eintrag in der Zentralen Datenbank der Namen der Holocaustopfer der Gedenkstätte Yad Vashem

| Personendaten    | Personendaten                                           |
| ---------------- | ------------------------------------------------------- |
| NAME             | Buschhoff, Willy                                        |
| ALTERNATIVNAMEN  | Buschhoff, Wilhelm (wirklicher Name); Buschoff, Wilhelm |
| KURZBESCHREIBUNG | deutscher Theaterschauspieler                           |
| GEBURTSDATUM     | 23. Februar 1888                                        |
| GEBURTSORT       | Worms, Deutsches Kaiserreich                            |
| STERBEDATUM      | 1943 oder 1944                                          |
| STERBEORT        | KZ Auschwitz                                            |